# Мёнкхаген
Мёнкхаген (нем. Mönkhagen) — община в Германии, в земле Шлезвиг-Гольштейн. 
Входит в состав района Штормарн. Подчиняется управлению Нордстормарн.  Население составляет 618 человек (на 31 декабря 2010 года). Занимает площадь 7,3 км².